# Buckinghamshire
Il Buckinghamshire (pronuncia [ˈbʌkɪŋəmʃər] o [ˈbʌkɪŋəmʃɪər], abbreviato Bucks) è una contea dell'Inghilterra sud-orientale.

## Storia
Il nome Buckinghamshire è di origine anglosassone e significa Il distretto della casa di Bucca. La casa di Bucca si riferisce a Buckingham, nel nord della contea, così chiamata dal nome del latifondista anglosassone.
La contea fu così chiamata a partire dal XII secolo; comunque, la contea esisteva sin dalla suddivisione del Regno di Mercia (585–919).
L'area fu però di notevole importanza anche prima del periodo anglosassone. La contea ebbe una ricca storia sin dai periodi celtico e romano, sebbene gli Anglosassoni abbiano avuto il maggior impatto sul Buckinghamshire: la geografia della contea rurale è in gran parte quella del periodo anglosassone.
Successivamente, il Buckinghamshire divenne un'importante arena politica, con il re Enrico VIII che interveniva nelle politiche locali nel XVI secolo e, solo un secolo dopo, la guerra civile inglese che fu iniziata da John Hampden nella regione centrale del Buckinghamshire.
Storicamente, il cambiamento maggiore per la contea giunse nel XIX secolo, quando una combinazione di colera e carestia colpì la contea rurale, obbligando molte persone a emigrare in città più grandi per trovare lavoro.
Questo non alterò soltanto la situazione economica locale, ma comportò che moltissime terre fossero disponibili a basso prezzo in un momento in cui i ricchi erano più mobili, cosicché il leafy Bucks (il frondoso Buckinghamshire) divenne un luogo popolare, rurale e idilliaco: un'immagine che si è conservata ancor oggi.
In seguito ad una riorganizzazione territoriale, nel 1974 l'estremo sud del Buckinghamshire, incluse le città di Slough, Eton e Datchet, passarono al Berkshire.
Il Buckinghamshire è una residenza popolare per i pendolari londinesi, portando a una maggiore agiatezza locale; ciò nonostante, rimangono alcune sacche di povertà relativa.

## Geografia fisica
La contea confina a nord con il Northamptonshire, a nord-est con il Bedfordshire, a est con l'Hertfordshire, a sud-est con la Grande Londra, a sud con il Berkshire e a ovest con l'Oxfordshire.
Il territorio è diviso in due dalla catena delle colline Chilterns che raggiunge i 260 metri di altezza con la Coombe Hill. A nord delle colline si stende la valle di Aylesbury, un'ampia pianura drenata dal fiume Thame. In questa fertile valle è situato il capoluogo di contea di Aylesbury. Il nord della contea è drenato dal Great Ouse, che attraversa la città di Buckingham e lambisce la new town di Milton Keynes. A sud delle Chilterns il territorio digrada verso la valle del Tamigi, che segna il confine meridionale con il Berkshire; quest'area è a ridosso dei confini amministrativi di Londra, risentendone fortemente gli influssi. È qui che è situata High Wycombe, la città più grande della contea da quando Milton Keynes è un'autorità unitaria.

## Amministrazioni
Il distretto di North Bucks, nato nel 1974, è divenuto un'autorità unitaria che comprende oltre alla città di Milton Keynes il primo aprile 1997.
I distretti di South Bucks, Chiltern, Wycombe e Aylesbury Vale sono divenuti un'autorità unitaria, il Consiglio del Buckinghamshire, il primo aprile 2020.

### Suddivisioni
|  | 1. Consiglio del Buckinghamshire (autorità unitaria) 2. Milton Keynes (autorità unitaria) |

## Monumenti e luoghi d'interesse

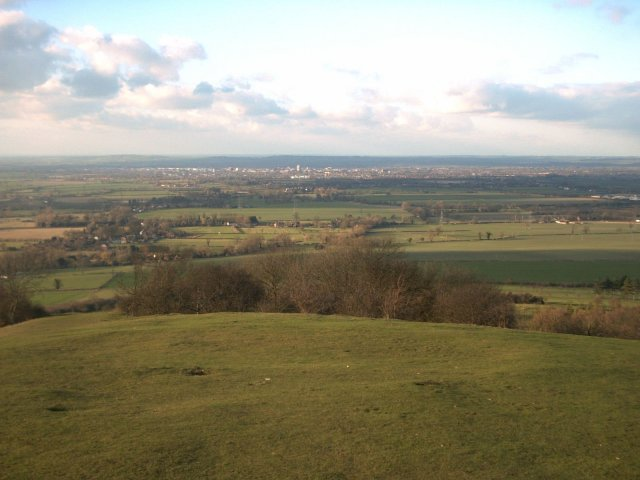
La valle di Aylesbury vista dalla Coombe Hill

- Ascott House, residenza di campagna della famiglia di banchieri Rothschild.
- Ashridge Estate, tenuta di 2 000 ettari nelle colline Chilterns.
- Bletchley Park, residenza di campagna a Bletchley. Ospitò durante la seconda guerra mondiale una stazione radio che decifrò i codici di trasmissione segreti usati dai nazisti.
- Boarstall Tower, casa fortificata in parte demolita nel 1778.
- Bradenham Village, villaggio con una casa fortificata del XIII secolo in cui visse l'infanzia Benjamin Disraeli.
- Buckingham Chantry Chapel, cappella del XV secolo a Buckingham.

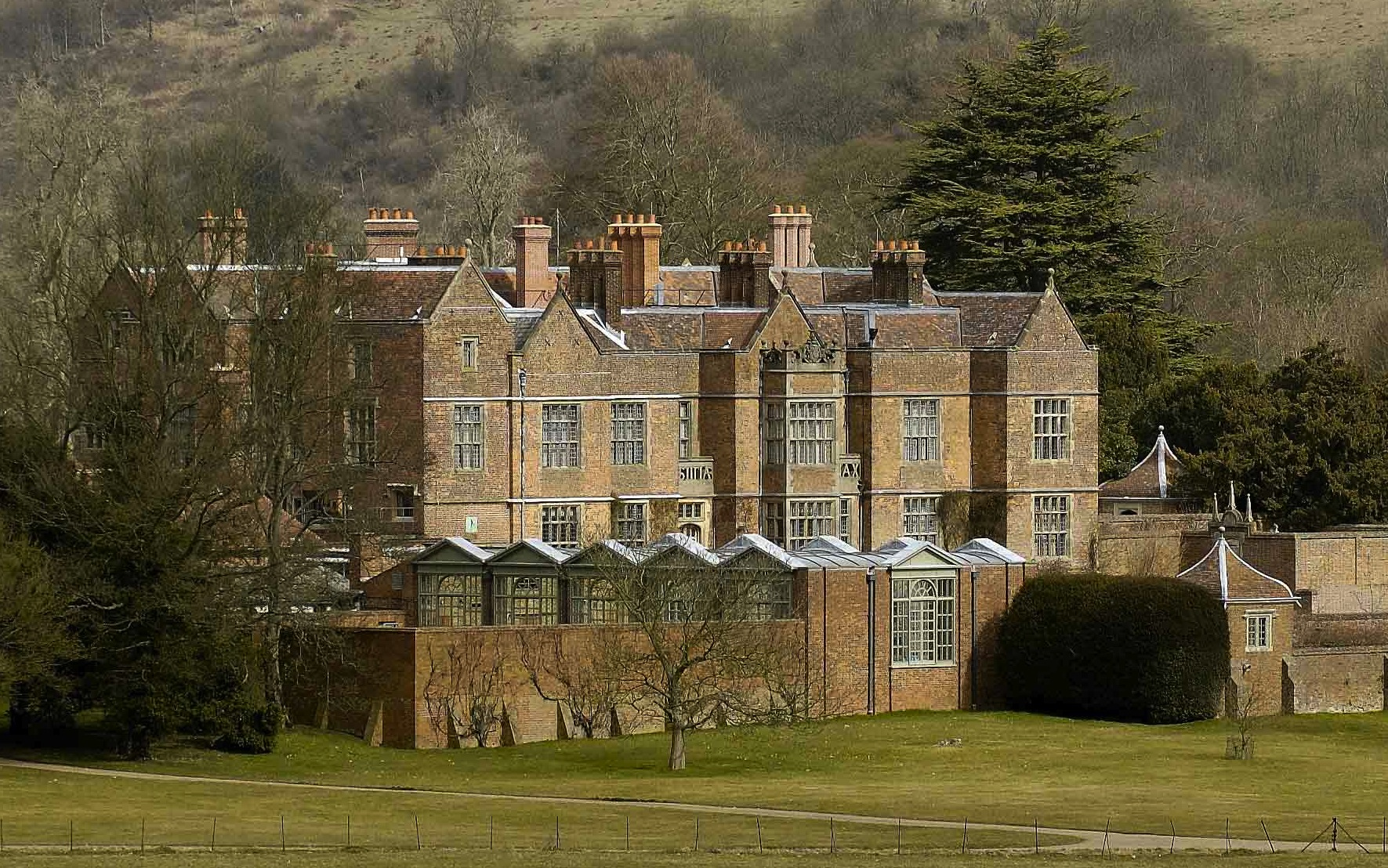
La Chequers Court, residenza di campagna del primo ministro britannico dal 1921

- Buckinghamshire Railway Centre, museo ferroviario a Quainton.
- Chequers Court, residenza di campagna del primo ministro del Regno Unito ai piedi delle colline Chilterns.
- Chicheley Hall, residenza costruita tra il 1719 e il 1723 usata come base di addestramento dai paracadutisti cecoslovacchi in esilio durante la seconda guerra mondiale.
- Chinnor & Princes Risborough Railway, ferrovia storica.
- Claydon House, residenza di campagna, casa ancestrale della famiglia Verney dal 1620.
- Cliveden, residenza sul Tamigi oggi convertita in albergo. Fu qui che la canzone Rule, Britannia! venne eseguita la prima volta nel 1740.
- Coombe Hill, massima altezza della contea con un monumento commemorativo ai caduti della seconda guerra anglo-boera.
- Dorneywood, casa del 1920. Residenza di campagna di ministri del governo.
- Halton House, residenza di campagna di ufficiali della RAF nelle colline Chilterns, usata come set per film quali: Agente 007 - Il mondo non basta, Evita, Un marito ideale, Una ragazza e Il suo sogno, Pride and Prejudice.
- Hampden House, residenza di campagna abitata dalla famiglia Hampden dai tempi della conquista normanna fino al 1938.
- Hartwell House, residenza della famiglia Lee, antenati del generale sudista Robert E. Lee.
- Hughenden Manor, residenza in stile georgiano a High Wycombe. acquistata da Benjamin Disraeli che vi è seppellito.
- Kederminster Library, biblioteca parrocchiale a Langley del XVII secolo.
- The King's Head Inn, storico pub ad Aylesbury con le parti più antiche risalenti al XIII secolo.
- Long Crendon Courthouse, casa a traliccio del XV secolo.
- Mentmore Towers, enorme residenza neo rinascimentale fatta costruire dal barone Mayer de Rothschild tra il 1854 e il 1858 per avere una casa vicino a Londra e vicina alle altre residenze della famiglia Rothschild in Buckinghamshire.
- Pitstone Windmill, mulino a vento del 1627.
- Princes Risborough Manor House, residenza del XVII secolo.
- Roald Dahl Children's Gallery, museo per bambini ispirato ai personaggi di Roald Dahl ad Aylesbury.
- Roald Dahl Museum and Story Centre, casa dello scrittore Roald Dahl a Great Missenden.
- Shardeloes, casa del XVIII secolo ad Amersham.
- Stowe Park, casa del XVIII con ampi giardini usata di recente come set cinematografico.
- Waddesdon Manor, residenza in stile neo rinascimentale francese fatta costruire dal barone Ferdinand de Rothschild tra il 1874 e il 1889.
- West Wycombe Caves, ex miniere di gesso nelle colline Chilterns.
- West Wycombe Park, residenza di campagna ispirata alle ville del Palladio.
- Winslow Hall, residenza di campagna.
- Wycombe Abbey, prestigiosa scuola per ragazze fondata nel 1898.